# Cathleen Synge Morawetz
Cathleen Synge Morawetz (Toronto, 5 de maig de 1923 - Nova York, 8 d'agost de 2017) fou una matemàtica canadenca-estatunidenca. La seva recerca va centrar-se principalment en l'estudi de les equacions en derivades parcials que regeixen el flux dels fluids. Fou professora emèrita de l'Institut Courant de Ciències Matemàtiques de la Universitat de Nova York, d'on també en fou directora de 1984 a 1988, i li fou atorgada la National Medal of Science el 1998.

## Biografia
El pare de Morawetz, John Lighton Synge, fou un matemàtic irlandès, especialitzat en la geometria de la relativitat general, i la seva mare també va estudiar matemàtiques durant un temps. La seva infància va transcórrer entre Irlanda i el Canadà. Els seus pares donaven suport al seu interès per les matemàtiques i la ciència. Cecilia Krieger, que era amiga de la família des de feia molts anys, va animar a Morawetz a seguir un doctorat en matemàtiques. Morawetz va dir que el seu pare era una forta influència en l'estimular-li l'interès per les matemàtiques, però es preguntava a si mateixa si era prudent seguir-les.
Morawetz es va graduar a la Universitat de Toronto el 1945 i aconseguí l'especialització el 1946 en l'Institut Tecnològic de Massachusetts. Va aconseguir un treball a la Universitat de Nova York, on va editar Supersonic Flow and Shock Waves de Richard Courant i Kurt Otto Friedrichs. Va doctorar-se el 1951 a la Universitat de Nova York, amb una tesi sobre l'estabilitat d'una implosió esfèrica, sota la supervisió de Friedrichs. Va estar un any com a investigadora associada en l'Institut Tecnològic de Massachusetts abans de tornar a treballar com a investigadora associada de l'Institut Courant de Ciències Matemàtiques a la Universitat de Nova York cinc anys més. Va publicar treballs sobre diversos temes en matemàtiques aplicades, com la viscositat, flux compressible i velocitat transsònica. En referència a la matemàtica de la velocitat transsònica, va demostrar que superfícies aeronàutiques especialment dissenyades a prova de cops desenvolupen xocs si es pertorben, fins i tot en petites quantitats. Aquest descobriment va obrir el problema de desenvolupar una teoria per a un flux amb pertorbacions. Posteriorment aquestes pertorbacions que ella va predir matemàticament s'han observat experimentalment, com en el cas dels fluxos d'aire al voltant de l'ala d'un avió.
El 1957 va esdevenir professora ajudant a Courant i va començar a treballar més estretament amb els seus companys Peter Lax i Ralph S. Phillips en papers sobre la descomposició de les solucions a l'equació d'ona entorn d'un obstacle en forma d'estel. Va continuar amb el treball en solitari sobre l'equació d'ona i el flux transsònic fins que fou ascendida a professora titular el 1965. La seva recerca es va ampliar a d'altres temes, com l'equació Tricomi. En la dècada de 1970 va treballar en qüestions de la teoria de la dispersió i de l'equació d'ona no lineal. Fou nomenada directora de l'Institut Courant de Ciències Matemàtiques de 1984 a 1988, esdevenint la primera dona en ser directora d'un institut de matemàtiques als Estats Units.

## Honors
El 1980 va guanyar el premi Lester R. Ford. El 1981 es va convertir en la primera dona que va presentar la conferència Gibbs Lecture of The American Mathematical Society i, el 1982, va presentar una reunió de la Societat de Matemàtiques Aplicades i Industrials. Va rebre títols honoraris de la Eastern Michigan University el 1980, la Universitat de Brown, Smith College el 1982, i Princeton el 1990. El 1983 i el 1988, va ser seleccionada com Noether Lecture. Va ser nomenada Científica Destacada l'any 1993 per la Association for Women in Science. El 1995, es va convertir en la segona dona en ser triada per al càrrec de presidenta de la Societat Americana de Matemàtiques. El 1998 va ser guardonada amb la National Medal of Science; va ser la primera dona a rebre la medalla per la seva tasca envers les matemàtiques. El 2004 va rebre el Premi Leroy Steele per tota la seva carrera en les matemàtiques. El 2006 va guanyar el Premi George David Birkhoff en Matemàtiques Aplicades. El 2012 va esdevenir membre de la American Mathematical Society. També fou membre de l'Acadèmia Nacional de Ciències dels Estats Units; fou la primera dona a pertànyer a la Secció de Matemàtiques Aplicades de l'Acadèmia Nacional de Ciències.